# نامه دوم یوحنا
نامهٔ دوّم یوحنای رسول، به «بانوی برگزیده و فرزندانش» نوشته شده‌است، که مقصود احتمالاً کلیسایی محلی و اعضای آن است. پیام مختصر این نامه، استدعا برای محبت به یکدیگر و هشدار دربارهٔ معلّمان دروغین و تعالیم آنها است.

## تقسیم‌بندی کلّی
۱ - مقدمه (۱–۳)
۲ - اهمیّت محبت (۴–۶)
۳ - هشدار دربارهٔ تعالیم نادرست (۷–۱۱)
۴ - بخش پایانی (۱۲–۱۳)